# ジュイス・ロペス
ジュイス・ロペス・マルモル（Lluís López Mármol  ,  1997年3月5日 - ）は、スペイン・カタルーニャ州サント・ホアン・デ・ビラトラーダ出身のプロサッカー選手。中国サッカー・スーパーリーグ ・山東泰山足球倶楽部所属。ポジションはDF。

## 来歴
2005年にRCDエスパニョールのカンテラに入団。2015年7月にトップチームに昇格し、プレシーズンマッチにも帯同したものの、トップチーム定着はならず、以降はBチームでプレー。
2018年7月6日、2022年までの契約を結び、正式にトップチームに登録。11月1日のコパ・デル・レイのカディスCF戦でトップチームデビュー。2019年1月21日のSDエイバル戦で、ラ・リーガデビューを果たした。
2021年8月18日、セグンダ・ディビシオンのレアル・サラゴサに2年契約で移籍した。
2025年7月21日、山東泰山足球倶楽部に移籍した。